# Dactiloquiròtides
Els dactiloquiròtides (Dactylochirotida) són un antic ordre d'equinoderms holoturioïdeus, avui en desús; les seves espècies s'inclouen ara dins l'ordre Dendrochirotida. Viuen enterrats en sediments tous, especialment en aigües profundes.

## Característiques
Els dactiloquiròtides es definien per tenir tentacles simples o amb unes poques digitacions petites, posseir arbres respiratoris, tenir l'anell calcari sense projeccions posteriors, músculs per retreure l'introverte oral i cos normalment en forma de "O", rígid, ja que està recobert per ossicles amples i aplanats.

## Taxonomia
Els dactiloquiròtides tenia tres famílies, avui incloses dins l'ordre Dendrochirotida:
- Ypsilothuriidae
- Vaneyellidae
- Rhopalodinidae